# Jovan Vladimir
Jovan Vladimir (srbsko Јован Владимир, latinizirano: Jovan Vladimir, bolgarsko Иван Владимир, latinizirano: Ivan Vladimir, albansko Gjon Vladimiri), vladar Duklje, * 10. stoletje, † 22. maj 1016.
Vodil je najpomembnejšo južnoslovansko kneževino svojega časa. Srbska pravoslavna cerkev ga časti kot mučenika in narodni simbol.

## Življenje
Jovan Vladimir je oblast nad Dukljo, danes večinoma na ozemlju Črne gore, prevzel okoli leta 990. Takrat sta se za prevlado v regiji borila Bizantinsko cesarstvo cesarja Bazilija II. (vl. 976–1025) in Prvo bolgarsko cesarstvo pod carjem Samuelom (vl. 997–1014). Ker je bilo Bolgarsko cesarstvo bližje in je zato bolj ogrožalo Dukljo, je Jovan Vladimir simpatiziral z Bizancem. Ko je Samuel zmagal v vojni z Bizantinci, je Jovana Vladimirja kot vojnega ujetnika odpeljal v svojo prestolnico. Ustno izročilo, zapisano šele v 12. stoletju, pripoveduje, da se je Samuelova hči Teodora Kosara tam zaljubila v Jovana Vladimirja in očeta prosila, da se lahko poroči z njim. Oče je v to privolil in svojemu zdajšnjemu zetu vrnil kneževino in mesto Trebinje. 
V naslednjih letih je bil Jovan Vladimir bolgarski vazal in naj bi ostal nevtralen v bolgarsko-bizantinskem sporu, kar je njegovi kneževini prineslo obdobje miru ter duhovnega in kulturnega razcveta. Po porazu in smrti njegovega tasta so Bizantinci med vladanjem zadnjega bolgarskega carja Ivana Vladislava (vl. 1015–1018) uničili Prvo bolgarsko cesarstvo. Ker Ivan Vladislav ni zaupal Jovanu Vladimirju, ga je leta 1016 ukazal ustreliti iz zasede nekje v okolici Prespe (danes severna Grčija) in ga obglaviti. 
Grški arheolog Nikolaos Moutsopoulos trdi, da je prepoznal grob Jovana Vladimirja v baziliki Agios Ahillios na istoimenskem otoku na Prespanskem jezeru. Svetnikove relikvije so stoletja častili v po njem imenovanem samostanu blizu Elbasana v osrednji Albaniji. Leta 1995 so jih premestili v Tirano. 
V ikonografiji je Jovan Vladimir upodobljen s krono in križem ter z odsekano glavo v roki. 
Njemu je posvečena cerkev svetega mučenika Jovana Vladimirja v Beogradu. 